# Шоссе Хеммат
Шоссе Шахид Хеммат (перс. بزرگراه شهید همت‎) — улица в Тегеране, которую обычно сокращённо называют Шоссе Хеммат.
Шоссе Хеммат является самой длинной магистралью Тегерана, проходящей с запада на восток, и одной из наиболее загруженных в городе.
Шоссе названо в честь Мохаммада Ибрагима Хеммата — революционера, одного из самых молодых членов Исламского революционного комитета и командира Корпуса стражей Исламской революции.
Шоссе Хеммат начинается на востоке Тегерана в районе Давудийе и является продолжением Шоссе Зейноддин. Шоссе Хеммат проходит на запад через парк Хагани, пересекает Проспект Модаррес и Шоссе «Африка». Далее Хеммат пересекает (с востока на запад) основные магистрали, идущие с севера на юг: Шоссе Курдистан, Шоссе Чамран, Шоссе Шейх Нури, Шоссе Ашрафи-Эсфахани, Шоссе Саттари и заканчивается на западной окраине города в районе Олимпийской деревни. На пересечении с Шоссе Саттари — светофорное движение, что . Общая протяжённость Шоссе Хеммат — 23 км, вместе с Шоссе Зейноддин — 27 км.
На всём своём протяжении Хеммат имеет по четыре полосы движения в обе стороны и имеет разделительную полосу с защитными барьерами и зелёными насаждениями.